# Billentyűs hangszerek

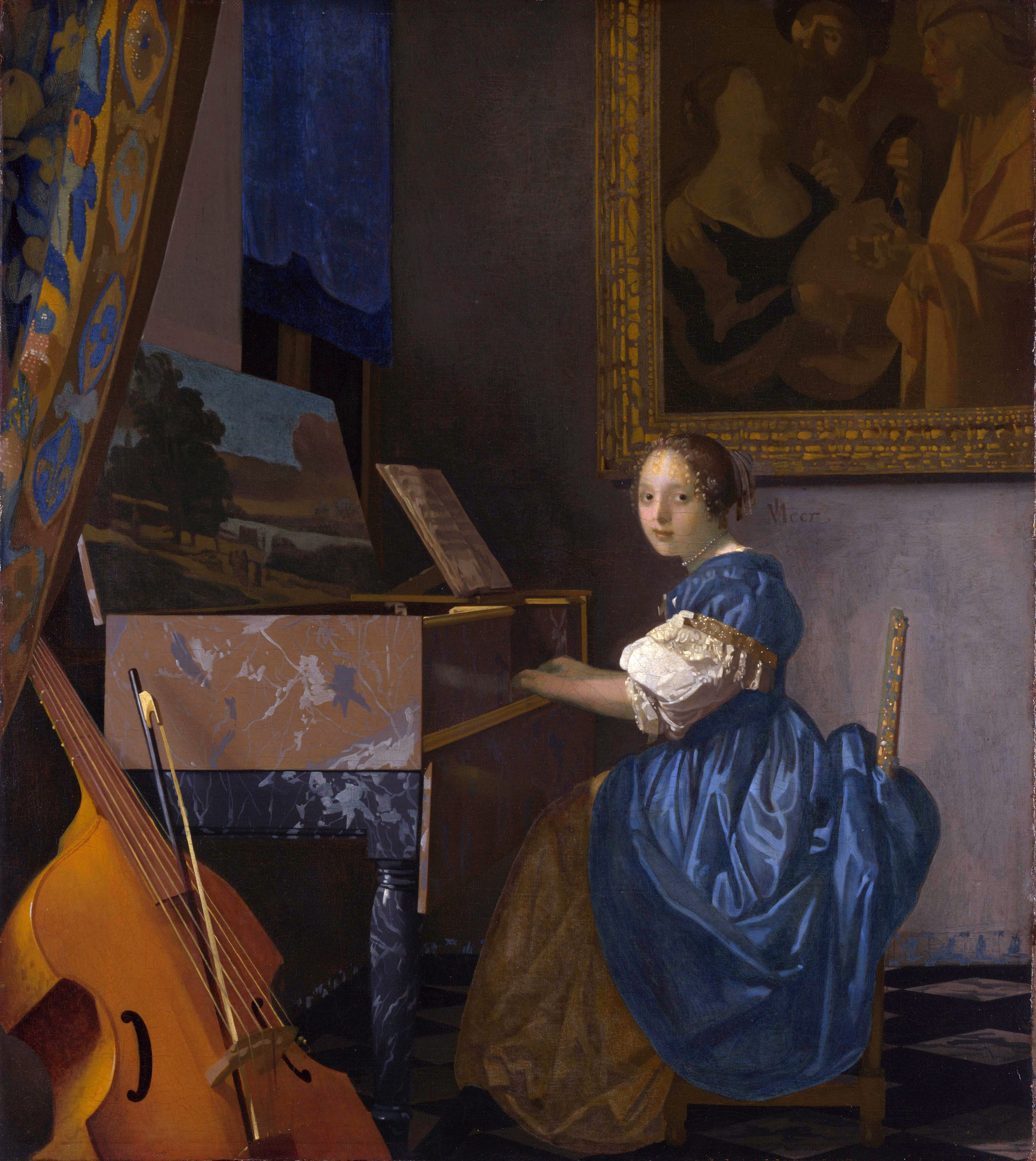
Jan Vermeer van Delft: Lány a spinétnél

Billentyűs hangszereknek nevezzük azon hangszereket, melyeken a hangokat egy billentyű megnyomásával érhetjük el.
Ezen hangszerek tartozhatnak a húros hangszerek, fúvós hangszerek, ütőhangszerek és az elektromos hangszerek csoportjába is.

## Története

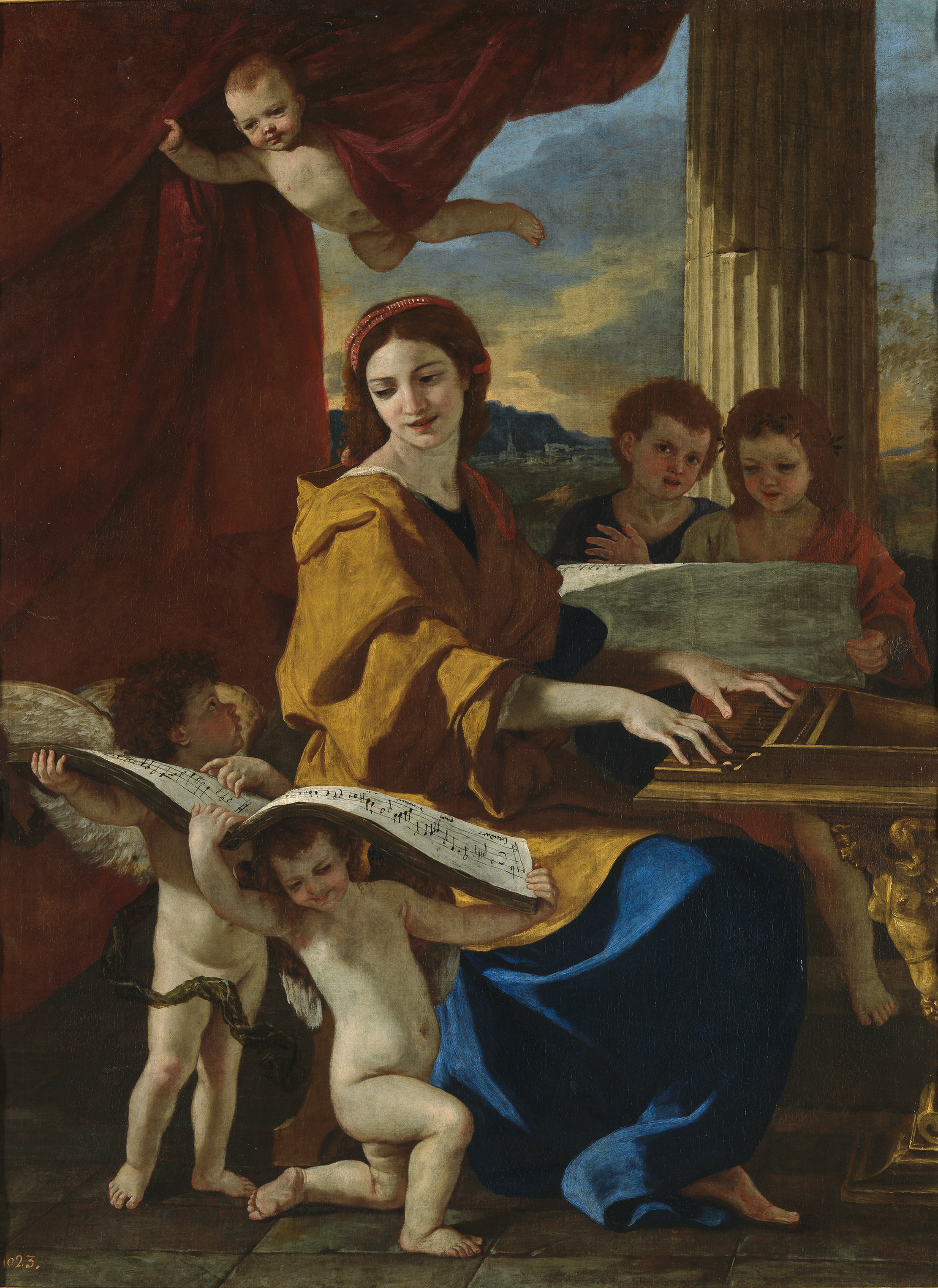
Nicolaus Poussin: Szent Cecília

A legkorábbi billentyűs hangszerek az orgona, a klavikord és a csembaló, amelyek mélyen be tudták fúrni magukat a köztudatba, ellentétben a viola organistával, a vonós zongorával és tangens zongorával. Mindenesetre a történészek már megegyeztek abban, hogy az orgona volt legelőször, hisz' annak első felbukkanása már az i. e. 5. századra tehető. Igaz, ekkor az orgona vízi meghajtású volt, és hydraulis (víziorgona) néven ismert. Az utóbbi két évezredben ennek a továbbfejlődéséből lett a mai modern templomi orgona.
Egészen a 14. század közepéig nem volt kihívója, amíg meg nem jelent a clavichord, majd nem sokkal később a csembaló. Ez nem csak a másfajta építés miatt fontos, hanem mert a 15. századig csak hét billentyű volt egy oktávon belül. Ezt bővítendő először a b/áisz-billentyűt adták hozzá (erre összhangzattanilag volt szükség), majd az esz/disz-billentyű következett. Ezután pedig a többi hiányzó módosított hangot is hozzáadták, úgymint: fisz/gesz, cisz/desz, gisz/ász.
Ezen hangszerek sokáig uralkodtak, hátrányaik ellenére mindaddig, amíg meg nem jelent a mindent forradalmasító zongora.
A technológia előrehaladtával pedig az elektromos hangszerek is létrejöttek.

## Működésük

A billentyűk

Ezen hangszerekhez két kéz kell, mindegyik kéz egy szólamot játszik (ebből adódóan ezen hangszerek polifónikusak), hangot egy billentyű lenyomásával érhetünk el. Ennél fogva használatuk viszonylag egyszerűbb, legalábbis a vonós- és fúvós hangszerekhez viszonyítva. Viszont ebből adódnak hátrányok is: mivel közvetlenül a hangot megszólaltató berendezésekhez nem érünk hozzá (nem úgy, mint például egy vonós esetén a húrra tesszük le az ujjunkat), ezért sokkal alacsonyabb a modulációs készsége ezen hangszereknek.
A mód, ahogy játszunk ezeken a hangszereken, nagyjából megegyezik.

## Fajták

### Kordofon
- Billentyűs hárfa
- Klavikord
- Csembaló
- Spinét
- Tangens zongora (Tangentenflügel)
- Tekerőlant
- Viola organista
- Virginál
- Zongora

### Aerofon
- Harmonika
- Bandoneón
- Harmónium
- Koncertina
- Melodika
- Orgona

### Elektromos
- Sampler
- Szintetizátor
- Elektromos orgona
  - Hammond-orgona
- Elektromos zongora
  - Rhodes
  - Wurlitzer
  - Clavinet
  - Pianet
- Ondes Martenot
- Mellotron
- Chamberlin
- MIDI keyboard

### Idiofon
- Carillon
- Cseleszta
- Játékzongora